# Astragalus aquilonius
Astragalus aquilonius är en ärtväxtart som först beskrevs av Rupert Charles Barneby, och fick sitt nu gällande namn av Rupert Charles Barneby. Astragalus aquilonius ingår i släktet vedlar, och familjen ärtväxter. Inga underarter finns listade i Catalogue of Life.

## Bildgalleri

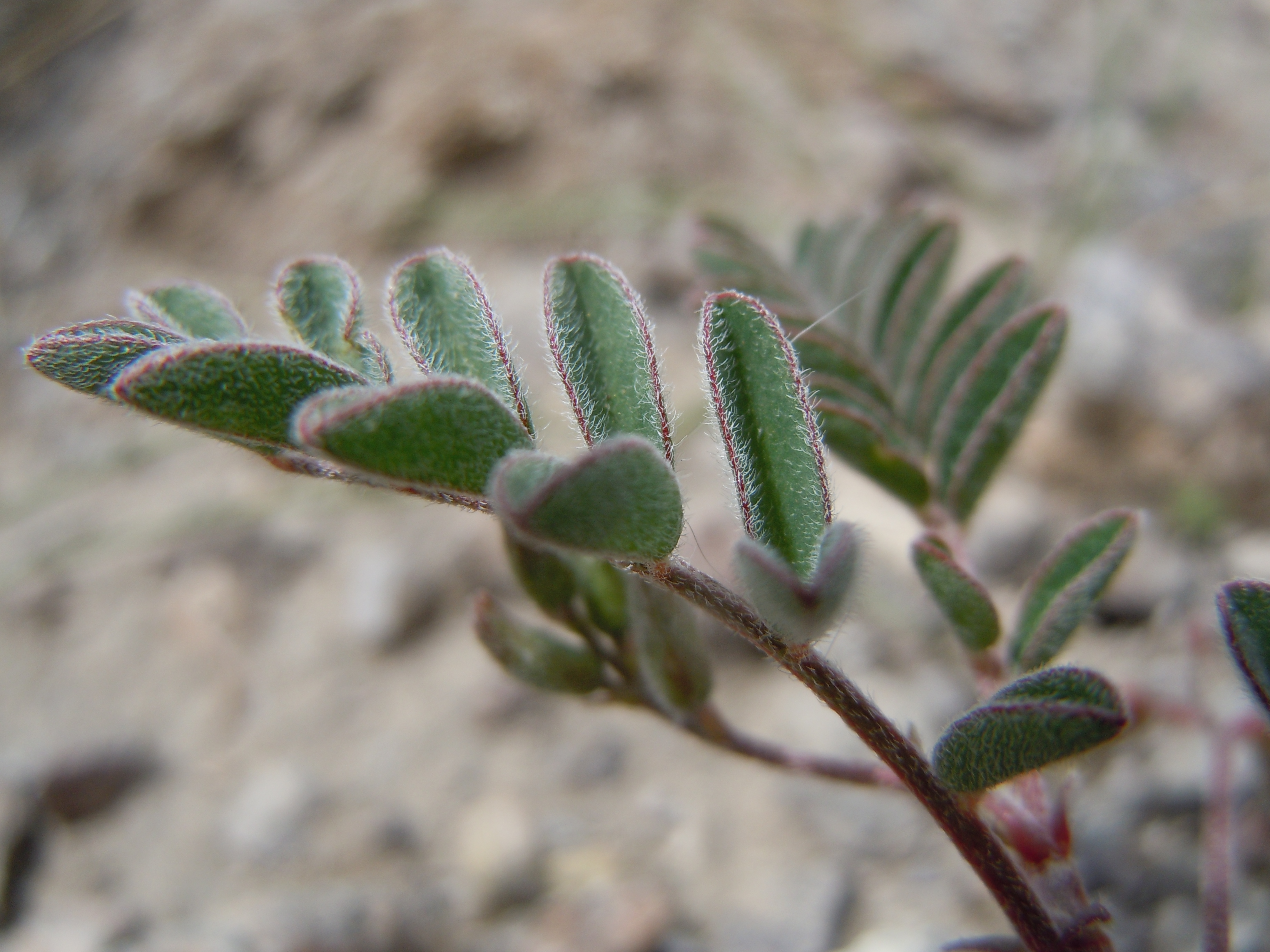
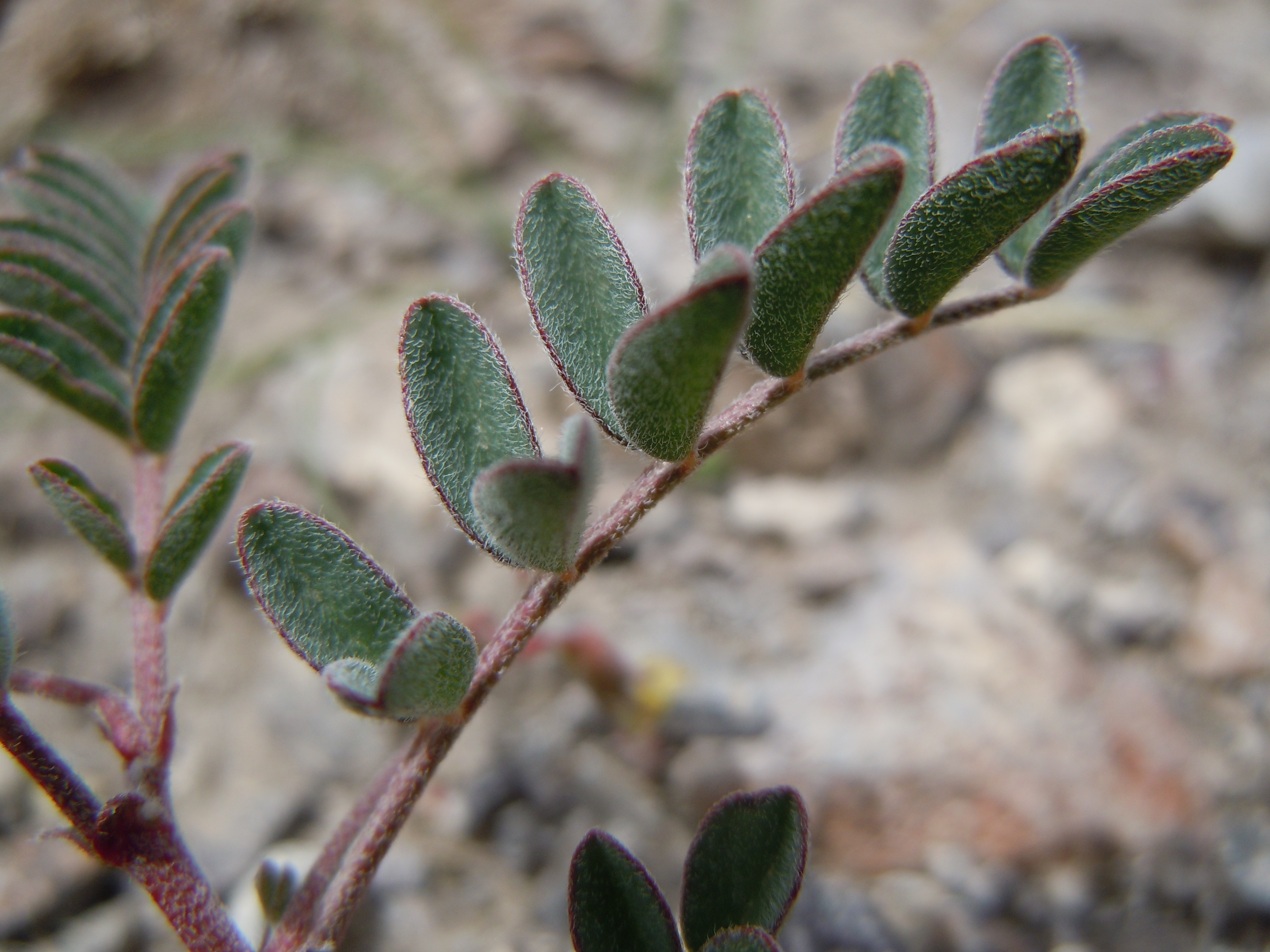
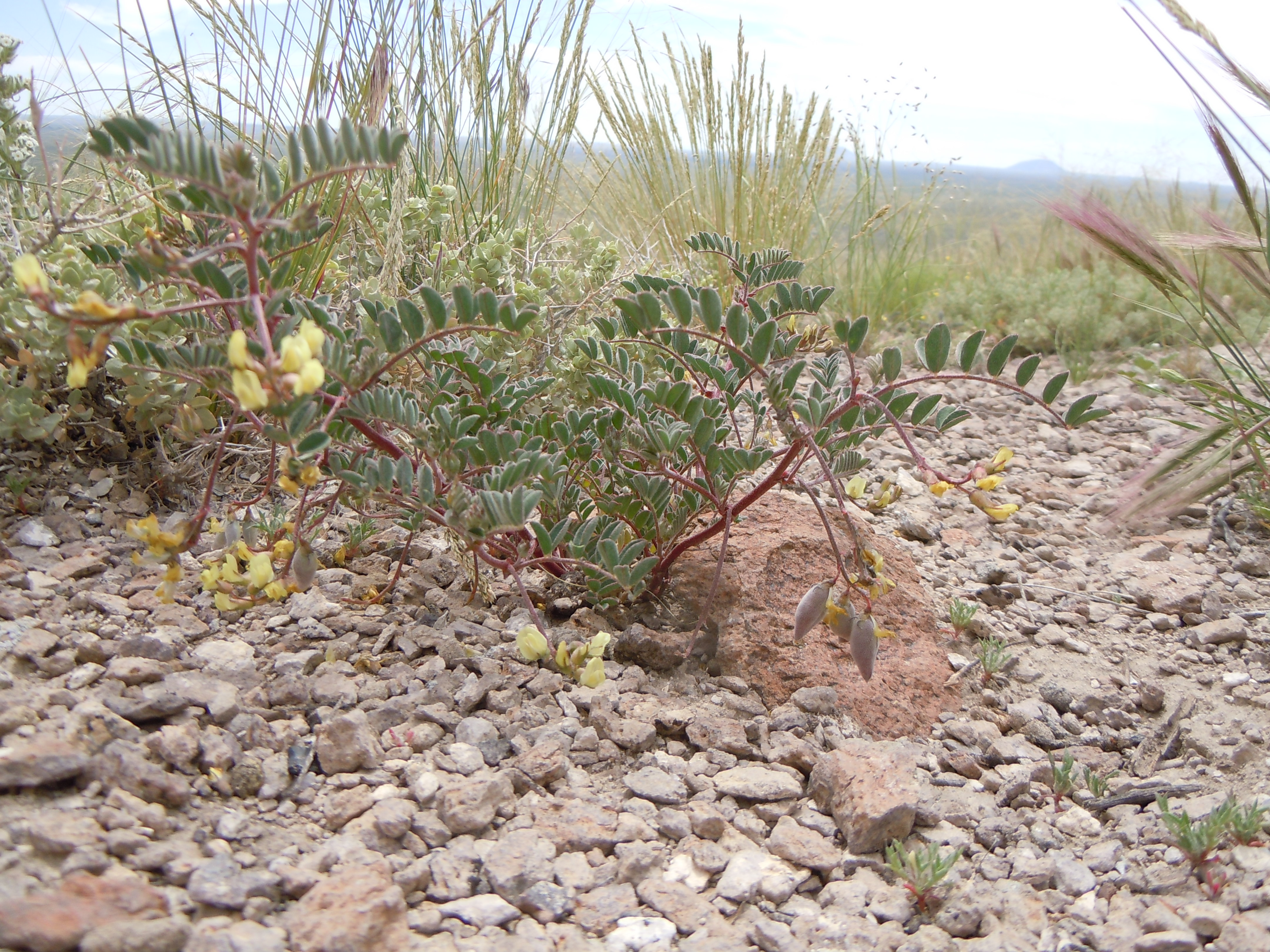
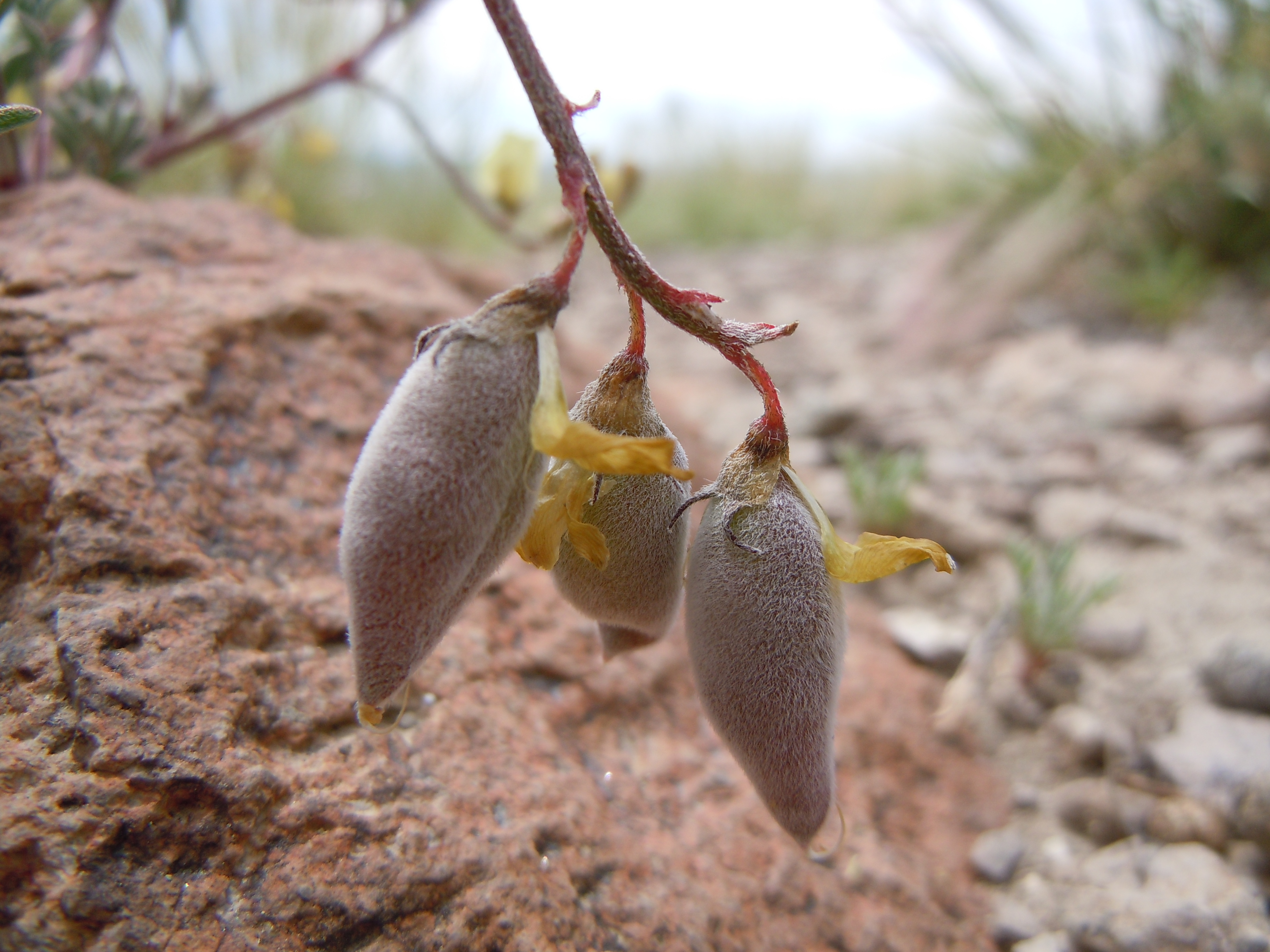